# Lévi
A Lévi héber eredetű férfinév, jelentése valószínűleg ragaszkodó.

## Gyakorisága
Az 1990-es években szórványos név, a 2000-es években nem szerepel a 100 leggyakoribb férfinév között.

## Névnapok
- április 2.[2]
- július 1.[2]

## Híres Lévik
- Lévi, Jákob fia a Bibliában, a léviták elődje